# Balaídos
Estadio Municipal de Balaídos este un stadion de fotbal din Vigo, Spania. Este stadionul unde joacă meciurile acasă Celta de Vigo și are o capacitate de 29.000 de spectatori.